# Niko Nicotera
Niko Nicotera es un actor estadounidense nacido en Alemania Es conocido por sus papeles en películas como The Purge: Anarchy (2014), y Secret in Their Eyes (2015), y en las series de televisión Sons of Anarchy (2008) y Gotham (2014).

## Temprana edad y educación
Niko nació en Giessen , Alemania, en una base militar estadounidense, y viajó con su familia a Italia y Londres después de abandonar Alemania. Mientras estuvo en Londres, estudió teatro clásico en la Academy of Live and Recorded Arts . 

## Carrera
Ha trabajado en la televisión británica y estadounidense.

## Vida personal
Actualmente vive en Los Ángeles , California

## Filmografía

### Película
| Año  | Título                    | Role                    | Notas        |
| ---- | ------------------------- | ----------------------- | ------------ |
| 2001 | Love's Crazy              | Niko                    | Cortometraje |
| 2004 | La Femme Musketeer        | Étienne                 |              |
| 2006 | Plastic                   | Matt                    | Cortometraje |
| 2008 | Agent Crush               | Piloto                  |              |
| 2008 | The Monument              | Nelson                  | Cortometraje |
| 2010 | Sympathy for Delicious    | Rasha                   |              |
| 2011 | I Melt With You           | Bartender               |              |
| 2011 | Some Guy Who Kills People | Lyle Bagwell            |              |
| 2012 | California Solo           | Nick                    |              |
| 2013 | Saving Lincoln            | Captain Holmes          |              |
| 2014 | The Purge: Anarchy        | Roddy                   |              |
| 2015 | Secret in Their Eyes      | Hammer / Chop Shop Thug |              |
| 2016 | Let Me Make You a Martyr  | Drew Glass              |              |
| 2017 | Sun Dogs                  | Lyle                    |              |
| 2019 | Richard Jewell            | Dave Dutchess           |              |
| 2022 | Father Stu                | Barfly                  |              |

### Televisión
| Año       | Título                         | Role                      | Notas                                             |
| --------- | ------------------------------ | ------------------------- | ------------------------------------------------- |
| 2001      | As If                          | Serge                     | 1 episodio                                        |
| 2004      | Mile High                      | Dieter                    | 1 episodio                                        |
| 2004      | The Lady Musketeer             | Etienne                   | película de televisión                            |
| 2005      | Icon                           | Andrei Kasanov            | película de televisión                            |
| 2006      | The Curse of King Tut's Tomb   | Andrew Walker             | película de televisión                            |
| 2006      | Blackbeard                     | Moses Hobbs               | película de televisión                            |
| 2007      | Rome                           | Messenger                 | 1 episodio                                        |
| 2011      | True Blood                     | Dealer                    | 1 Episodio                                        |
| 2012      | The Mentalist                  | Skiddy                    | 1 Episodio                                        |
| 2012      | CSI: NY                        | Joseph Skiver             | 1 Episodio                                        |
| 2013      | Castle                         | Ziff Falgrad              | 1 episodio                                        |
| 2014      | CSI: Crime Scene Investigation | Doug Adamson              | 1 episodio                                        |
| 2014      | Turn: Washington's Spies       | Eben                      | 1 episodio                                        |
| 2011–2014 | Sons of Anarchy                | George 'Ratboy' Skogstrom | 36 episodios                                      |
| 2015      | Gotham                         | Derek Delaware            | 1 episodio                                        |
| 2017      | You’re The Worst               | Jeff                      | Periódico                                         |
| 2017      | Criminal Minds                 | John Malone               | Episodio: "La cocina del infierno"                |
| 2018      | NCIS                           | Albert 'Vicious' Leary    | Episodio: "¿Qué niño es este?"                    |
| 2018–2019 | The Rookie                     | Carson Miller             | 2 episodios                                       |
| 2019      | The Orville                    | Rokal                     | Episodio: "Todo el mundo es pastel de cumpleaños" |
| 2020      | Stumptown                      | Kale Murphy               | Episodio: "Todos manos a la obra Dex"             |
| 2021      | Good Girls                     | Gene                      | Periódico                                         |